# Pédagogie explicite
 (mai 2013).
La pédagogie explicite est une méthode éducative dont les premières formalisations sont apparues en 1960 avec le travail de Siegfried Engelmann (en). Elle place le savoir au centre du dispositif de transmission des connaissances et savoir-faire.

## Histoire de la pédagogie explicite
Les premières formalisations de la pédagogie explicite sont posées par Siegfried Engelmann (en) en 1960 à travers le Direct Instruction (en).
Les recherches sur les pratiques pédagogiques efficaces ont été suivies aux États-Unis dans les années 1970 par Barak Rosenshine à partir d'observations en classe des enseignants obtenant de bons résultats avec leurs élèves.
À partir de 1968 (et ce pendant 10 ans), démarre aux États-Unis le projet Follow Through, qui constitue la plus grande étude longitudinale destinée à comparer 9 approches pédagogiques ; elle dura une dizaine d'années et impliqua 70 000 élèves de 180 écoles, de tous milieux. Il en ressortit que, de loin, le modèle le plus performant était le Direct Instruction, pratique pédagogique explicite et structurée. Cette étude montre que le Direct Instruction dépasse en efficacité les huit autres méthodes sur les trois points évalués : connaissances de base acquises, savoir-faire, estime de soi.
En 1976, Barak Rosenshine, professeur émérite et chercheur en psychologie cognitive (Université d'Urbana-Champaign - Illinois - États-Unis) décrit la pédagogie explicite. À partir de son étude, et des résultats du projet Follow Through, il en formalise les procédures d'enseignement. Une étude, datant de 1983, puis trois autres articles scientifiques, parus en 1986, constituent des textes fondateurs de la Pédagogie explicite.
Actuellement, des chercheurs canadiens comme Clermont Gauthier (Université Laval, Québec), Steve Bissonnette et Mario Richard poursuivent (en langue française) ce travail de définition et de validation de la pédagogie explicite. Professeur en sciences de l'éducation, Clermont Gauthier a contribué à faire connaître l'enseignement explicite dans le monde francophone.

## Apports de la recherche scientifique
En France, contrairement aux États-Unis, il n'existe aucune recherche ou méta-analyse de grande ampleur qui permette d'avoir un comparatif fiable de différentes méthodes pédagogiques.
Seules quelques mentions apparaissent ici et là. Dès les années 1960 par exemple, un sociologue comme Pierre Bourdieu relevait les carences et les effets de reproduction du système scolaire français et indiquait une piste de réforme en direction d’un enseignement explicite au sens d’un enseignement structuré et méthodique, avec des exercices d’entraînement en plus grand nombre. Le sociologue pressent donc ce qu’une pédagogie plus structurée et plus rigoureuse pourrait apporter aux élèves (notamment à ceux qui ne sont pas des « héritiers ») ; ce que formalisera quelques années plus tard la pédagogie explicite. Malgré cette observation, il convient de noter que les travaux de P. Bourdieu et, à sa suite, son courant sociologique, ont en France fortement influencé les recherches pédagogiques  par la mise en avant de déterminations sociales - jugées prépondérantes - dans l'explication des inégalités scolaires - et de la reproduction de ces inégalités. Comme le relève P. Bressoux :
« Tout d'abord, la recherche en éducation en France a été profondément marquée par les travaux sociologiques (Bourdieu et Passeron, 1964, 1970 ; Baudelot et Establet, 1971, 1975 ; Boudon, 1973) qui, avec des approches théoriques différentes, ont attribué à l'origine sociale un rôle prépondérant dans la réussite scolaire et ont pu donner à penser que l'École ne fait qu'entériner des différences qui lui préexistent et qui se creusent parallèlement à elle et malgré elle. La réussite scolaire se jouant ailleurs qu'à l'École, l'étude des phénomènes scolaires perdait de fait de son intérêt. »
Or, à partir des années 1970, de nombreuses analyses et méta-analyses, d'origine anglo-saxonnes ont montré et confirmé l'importance, selon les méthodes pédagogiques retenues, de l'effet-maître et, dans une moindre mesure, de l'effet-école. Certes, les déterminations sociales constituent un facteur explicatif prédominant ; mais les recherches scientifiques récentes conduisent à ne pas les considérer comme facteur explicatif unique en réhabilitant une certaine – et relative – importance de l'effet-maître et du type de méthode pédagogique utilisé.
Plus récemment, les apports de la psychologie cognitive ont permis de préciser, à partir de l'étude de l'architecture cognitive humaine, une adéquation optimisée entre les procédures pédagogiques et le fonctionnement de la cognition. À travers la notion de charge cognitive et l'étude des interactions entre la compréhension et la mémoire à long terme, les travaux de Sweller, par exemple, permettent d'invalider les présupposés théoriques du constructivisme pédagogique. Enfin, certains travaux scientifiques issus des neurosciences indiquent que les modalités d'apprentissages doivent être compatibles avec le fonctionnement du cerveau. Ainsi en est-il par exemple pour l'apprentissage de la lecture, lequel, selon Stanislas Dehaene doit comporter, d'une part une progression allant du simple au complexe et, d'autre part, des textes ne comportant que des associations grapho-phonémiques préalablement étudiées.

## Principes pédagogiques de la pédagogie explicite
Les principes de la pédagogie explicite découlent d'observations empiriques et d'études scientifiques issues d'études longitudinales et de méta-analyses de grande ampleur.
Les procédés utilisés dans le cadre d'une pédagogie explicite permettent en premier lieu de mettre le savoir au centre du dispositif de transmission des connaissances et des savoir-faire ; en d'autres termes, ces procédés ne conduisent pas à mettre l'enfant au centre du dispositif, comme c'est le cas dans les pédagogies constructivistes ; ni à mettre l'enseignant au centre, comme c'est généralement le cas dans les pédagogies traditionnelles.
En second lieu, la pédagogie explicite préconise la mise en œuvre de progressions précises et rigoureuses, qui partent toujours des notions les plus simples en allant vers les plus complexes. Ces progressions sont conçues pour respecter la charge cognitive des élèves.
En troisième lieu, cette pédagogie met en place une structure de leçons identiques, composée de plusieurs phases :
- la mise en situation;
- le rappel des prérequis ;
- le modelage ;
- la pratique guidée ;
- la pratique autonome ;
- l'objectivation ;
- enfin, des révisions régulières et des évaluations viennent clore ce processus et permettre un maintien en mémoire sur le long terme[12].

## Bases scientifiques
La pédagogie explicite se base essentiellement sur deux théories : la théorie des réseaux sémantiques (et plus précisément sur la théorie des schémas), et sur la théorie de la charge cognitive. Elle prend pour base le fait que notre cerveau dispose de plusieurs mémoires. Celles qui l'intéressent sont :
- la mémoire à court terme, qui stocke temporairement des informations durant quelques secondes ;
- et la mémoire à long terme sémantique, qui stocke nos connaissances.

### Réseaux sémantiques
D'après la théorie des réseaux sémantiques, la mémoire sémantique stocke des connaissances, reliées entre elles par des associations. Ces associations sont de différents types : associations verbales entre deux mots ; associations visuelles, ou associations d'idées créées lorsqu'on comprend quelque chose. L'ensemble des connaissances et associations forme ce qu'on appelle un réseau sémantique.
Le réseau de neurones qui stocke un concept peut émettre des influx nerveux dans certaines conditions : on dit que le concept est « activé ». Plus l'activation est forte, plus le concept reçoit et produit d'influx nerveux. La probabilité de rappel d'une connaissance dépend de l'activation : si elle est trop faible, le concept n'est pas rappelé. Cette activation se propage à travers le réseau sémantique, en passant par les associations. Il arrive alors qu'un concept reçoive de l'activation en provenance de plusieurs voisins : les activations convergentes s'additionnent, et si cette somme est suffisamment importante, le concept est rappelé. Les recherches actuelles en psychologie et en neurosciences font penser que la compréhension, le raisonnement, la résolution de problème, et la créativité sont basés sur la mémoire sémantique, et plus précisément sur cette activation diffusante.
Il se peut qu'un élève ne comprenne pas une notion parce que ses prérequis ne sont pas assez activés. Pour éviter cela, la pédagogie explicite commence toujours par une phase qui pré-active les concepts nécessaires pour comprendre le cours : cela permet à l'élève de « pré-placer » les informations dans la mémoire sémantique, et de mieux organiser ses pensées. Le cours commence donc par une phase de mise en place dans laquelle le professeur va expliquer aux élèves ce qu'ils vont apprendre durant le cours, quels sont les sujets qu'ils vont aborder, quel est le but de la leçon, ce que les élèves seront capables de faire après la leçon, etc. Ensuite, les prérequis utilisés dans le cours sont pré-activés par une phase de rappels. Avec la pédagogie explicite, ces phases sont systématiques : on y a recours à chaque cours.
Le tout est suivi d'une phase d'explication nommée phase de modelage au cours de laquelle l'enseignant montre, pose des questions, vérifie la compréhension. Ce n'est pas un exposé magistral. Ce cours va à l'essentiel, en évitant les digressions : les concepts se désactivent avec le temps, et le temps de revenir au sujet, les concepts pré-digression sont déjà désactivés. La pédagogie explicite joue aussi sur les points de départ de l'activation : les mots présents dans ce que raconte le professeur sont autant d'indices de récupérations qui vont activer des concepts en mémoire. Pour donner des indices de récupération les plus pertinents possibles, le professeur utilise un langage clair, facile à comprendre, et n'utilise pas d'expressions vagues ou ambiguës.
D'après la théorie des réseaux sémantiques, un réseau sémantique trop pauvre empêche les indices de récupération et l'activation de faire leur travail : la compréhension, la résolution de problème, le rappel sont alors perturbés, ce qui fait que l'élève oublie ou ne se rappelle pas. Pour éviter cela, le professeur cherche à rendre les réseaux sémantiques des élèves les plus fournis possible. Pour remplir ces réseaux sémantiques, le professeur joue d'abord sur la quantité d'explications : il multiplie les exemples et contre-exemples différents, et donne un cours magistral bien rempli.
Il cherche aussi à créer un maximum d’associations entre les concepts à apprendre. Conséquence, il met fortement l'accent sur la compréhension : au sein de la pédagogie explicite, la compréhension est considérée comme étant l'intégration de nouvelles connaissances et leur association avec celles déjà en mémoire à long terme. Dans un cours explicite, on admet peu : le professeur doit au contraire associer les nouvelles connaissances à des connaissances déjà acquises.

### Charge cognitive
La mémoire à court terme (MCT dans la suite) peut stocker temporairement des informations et s'efface en quelques dizaines de secondes. C'est cette mémoire qui sert à mémoriser un numéro de téléphone avant de le composer, ou qui sert à retenir temporairement ce que dit le professeur. Pour mémoriser une connaissance, on est obligé de passer par la MCT. Plus elle est remplie, moins la compréhension et la mémorisation sont bonnes, et si elle sature, les performances s'effondrent, l'élève fait des erreurs, etc. Le professeur évite au maximum de remplir la mémoire à court terme : il diminue la charge cognitive, c'est-à-dire le nombre d'informations présentes simultanément dans la MCT.
Pour diminuer l'occupation de la MCT, la pédagogie explicite utilise la théorie de la charge cognitive, une théorie qui recense plusieurs effets ayant chacun des implications pédagogiques :
- le modality effect ;
- le redundancy effect ;
- le split attention effect ;
- et le goal-free effect ;
- l'element interactivity effect ;
- le worked exemple effect ;
- le problem completion effect ;
- et le guidance fading effect.

Les trois derniers effets sont à l'origine de principes importants de la pédagogie explicite.
L'element interactivity effect stipule que le cours doit être découpé en petits morceaux (chunks), vus les uns après les autres et assemblés progressivement pour former des concepts plus complexes : cela permet de respecter la charge cognitive. En effet, la mémoire de travail stocke temporairement des chunks, des morceaux d'information plus ou moins complexes. Regrouper plusieurs informations dans un seul chunk permet de réduire la charge cognitive.
La pédagogie explicite applique ce principe dans la construction d'un cours en découpant celui-ci en chunks. Cela passe par une factorisation des concepts à aborder en sous-concepts, eux-mêmes potentiellement découpés. Chacun de ces chunks doit contenir peu d'informations, entre 3 et 4 : la MCT gère rarement plus de 3 à 4 informations sémantiques à la fois.
Le cours utilise la technique du scaffolding : on aborde chaque notion en présentant les éléments essentiels, et on rajoute progressivement des détails, étape par étape. Cela demande de découper chaque concept en un chunk principal, auquel on rajoute progressivement des chunks plus petits : la progression va du simple au complexe. Cette technique a une conséquence pour l'apprentissage de concepts composés d'un grand nombre de sous-concepts fortement reliés entre eux : il vaut mieux aborder indépendamment les sous-concepts de base, et les assembler progressivement. En quelque sorte, le professeur doit jouer aux legos, pour réduire la charge cognitive.
Le meilleur découpage du cours en chunks doit être un découpage sémantique : si chaque chunk a une signification, la mémorisation est grandement améliorée. L'ordre des chunks doit aussi être pensé pour maximiser le nombre d'associations, afin de faciliter la compréhension. Comprendre permet de réduire la charge cognitive en regroupant plusieurs informations dans un seul chunks.
Pour faciliter ce découpage, les connaissances sont transmises séparément des procédures, des savoir-faire.
Le worked-exemple effect est à l'origine de la phase de pratique guidée, basée sur des exemples travaillés. Dans cette pratique guidée, le professeur résout des exercices devant les élèves : il pense à haute voix, montre explicitement comment il résout le problème, montre bien quelles sont les étapes de résolution et comment il les enchaîne, il explicite ses raisonnements, etc. Cette phase a pour but de faire passer un maximum d'informations en mémoire à long terme, qui seront réutilisables par les élèves lors de pratique autonome. Ceux-ci auront alors une charge cognitive moins élevée qu'en passant directement du cours à la pratique autonome.
Dans les années 1985 et 1987, John Sweller et Graham A. Cooper ont testé l'efficacité des exemples travaillés. La première catégorie de groupes d'élèves passait directement aux exercices après le cours. L'autre, subissait une phase de pratique guidée. L'effet était sans appel : la pratique guidée a augmenté de manière significative les résultats des élèves. De plus, les recherches montrent clairement que les meilleurs professeurs sont ceux qui utilisent un temps assez long pour la pratique guidée. Une étude réalisée dans le secondaire, en France, a montré que les meilleurs enseignants étaient ceux qui passaient le plus de temps à faire de la pratique guidée : les « bons » enseignants font 24 minutes, tandis que les plus « mauvais » font dans les 11 minutes.
Le problem completion effect et le guidance fading effect servent à organiser la pratique guidée : ils stipulent que le professeur doit passer progressivement de la pratique guidée à la pratique autonome, en commençant par résoudre partiellement les exercices, et en laissant les élèves travailler de plus en plus par eux-mêmes.
Dans la pratique autonome, les procédures sont elles-mêmes découpées pour respecter la charge cognitive, et sont travaillées par morceaux, faciles à assimiler. Les exercices sont parfois des exercices de type goal-free, afin d'utiliser au maximum le goal-free effect, quand il est pertinent.